# 석유 플랫폼

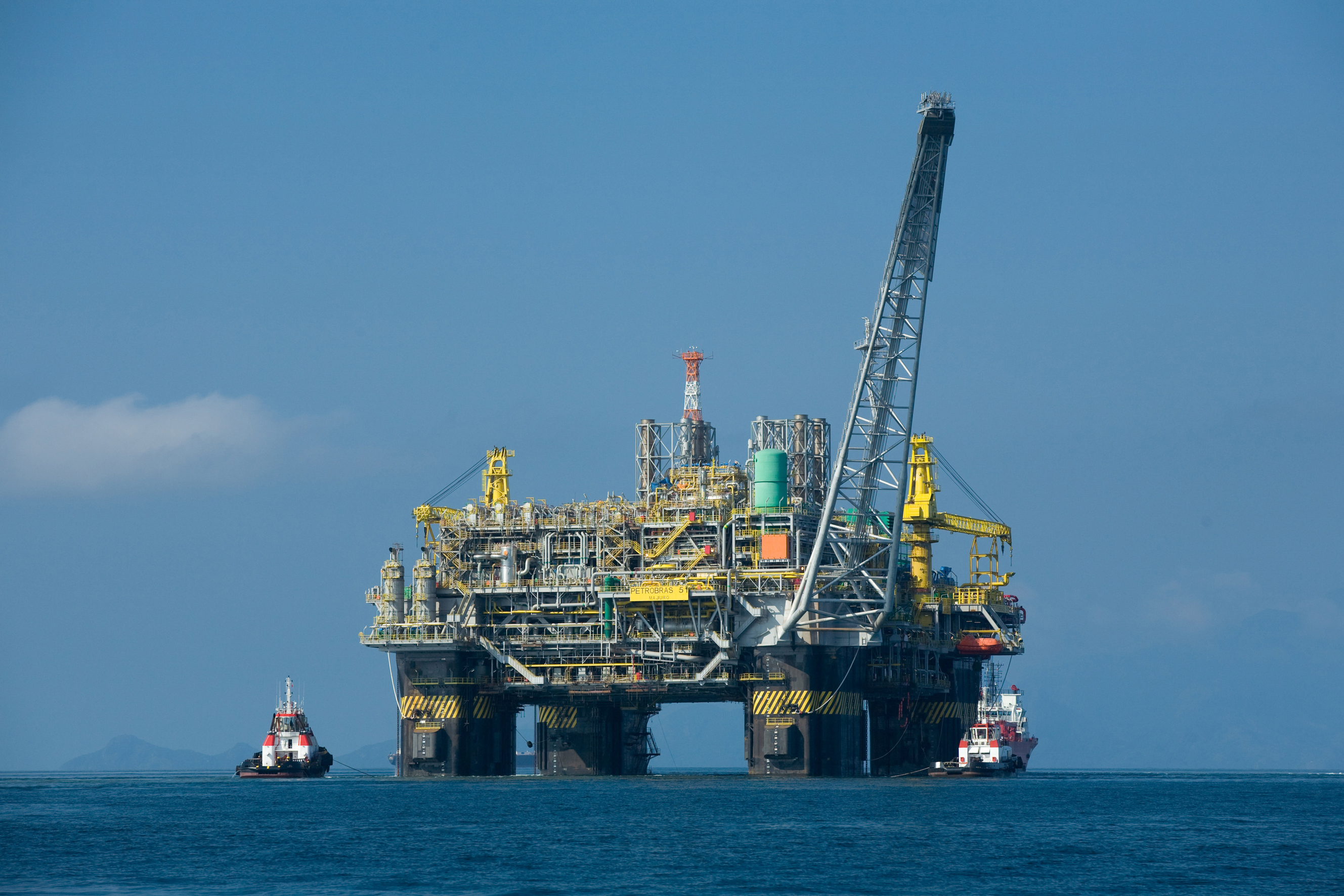
석유 플랫폼 P-51. 브라질 해안에서.

석유 플랫폼 또는 해양 플랫폼 또는 해양 시추 장비는 해저 밑의 암석에 있는 석유 및 천연 가스를 탐사, 추출, 저장 및 처리하기 위한 시추 시설을 갖춘 대형 구조물이다. 수많은 석유 플랫폼들은 노동 인력을 수용하기 위한 시설을 포함한다. 대체적으로 석유 플랫폼은 대륙붕에서 활동하지만 호수, 해안가, 내륙 바다에서도 사용할 수 있다. 환경에 따라 대양저에 고정을 시킬 수 있으며 인공 섬을 구성하거나 떠있는 부유 방식을 취할 수 있다.

## 같이 보기
- 북해유전
- 유정 (석유)